# 蘇霍季爾 (羅日尼亞季夫區)
48°47′41″N 24°1′0″E / 48.79472°N 24.01667°E
蘇霍季爾（烏克蘭語：Суходіл），是烏克蘭西部的村莊，隸屬伊萬諾-弗蘭科夫斯克州的卡盧什區。該村面積74.4平方公里，2001年人口1,357，人口密度每平方公里18.2人。